# 中村拓樹
中村 拓樹（なかむら ひろき、1988年9月28日 - ）は、日本のラグビー選手。

## プロフィール
- 大阪府大阪市出身[1]。
- ポジションはフランカー(FL)、ナンバーエイト(No8)。
- 身長 170cm、体重 80kg
- ニックネームはナカム、チュウソン。

## 略歴
2007年、啓光学園高校(現・常翔啓光学園高校)卒業後、早稲田大学に入る。なお啓光学園高校時代、高校日本代表候補に選ばれたことがある。
2011年、早稲田大学卒業後、三菱重工相模原ダイナボアーズに加入。
2022年、現役を引退した。